# Boca de Chávez (paroisse civile)
Pour les articles homonymes, voir Boca de Chavez.
Boca de Chávez est l'une des deux divisions territoriales et statistiques dont l'unique paroisse civile de la municipalité de San Juan de Capistrano dans l'État d'Anzoátegui au Venezuela. Sa capitale est Boca de Chávez.

## Géographie

### Relief et hydrographie
La paroisse civile s'étire du nord au sud par un cordon dunaire courant du chef-lieu de la municipalité Boca de Uchire à El Hatillo qui sépare l'océan Atlantique de la lagune d'Unare et qui abrite la station balnéaire de Parcelamiento Marlago. La capitale paroissiale Boca de Chávez et Cautaro se situent sur la rive sud de la lagune. Le territoire s'incline ensuite et forme plusieurs sommets dont les cerros Pajarito, Papelón et Peña Blanca.

### Démographie
Hormis sa capitale Boca de Chávez, la paroisse civile possède plusieurs localités, dont :
- Boca de Chávez
- Cautaro (partagé avec Sucre)
- Parcelamiento Marlago